# Cottbusser Platz (metropolitana di Berlino)
La stazione di Cottbusser Platz è una stazione della metropolitana di Berlino, sulla linea U5.

## Storia
La stazione di Cottbusser Platz fu progettata come parte del prolungamento della linea E (oggi U5) dall'allora capolinea di Elsterwerdaer Platz a Hönow; tale tratta venne aperta all'esercizio il 1º luglio 1989.
Nel 2017 la stazione, analogamente alle altre della tratta, venne posta sotto tutela monumentale (Denkmalschutz) in quanto testimonianza della storia dei trasporti nella Repubblica Democratica Tedesca.

## Interscambi
- Fermata autobus